# Municipio de Belmont (condado de Spink)
El municipio de Belmont (en inglés, Belmont Township) es un municipio ubicado en el condado de Spink, Dakota del Sur, Estados Unidos. Según el censo de 2020, tiene una población de 63 habitantes.
Abarca una zona exclusivamente rural.

## Geografía
Está ubicado en las coordenadas 44°40′35″N 98°24′9″O / 44.67639, -98.40250. Según la Oficina del Censo de los Estados Unidos, tiene una superficie de 93.08 km², correspondientes en su totalidad a tierra firme.

## Demografía
Según el censo de 2020, hay 63 personas residiendo en la zona. La densidad de población es de 0.68 hab./km². El 98.41 % de los habitantes son blancos y el 1.59% es de una mezcla de razas. No hay hispanos o latinos viviendo en la región.